# Penicillidia tectisentis
Penicillidia tectisentis är en tvåvingeart som beskrevs av Maa 1971. Penicillidia tectisentis ingår i släktet Penicillidia och familjen lusflugor. Inga underarter finns listade i Catalogue of Life.